# Stanislav Shymanski
Stanislav Shymanski –en ucraniano, Станіслав Шиманський– es un deportista ucraniano que compitió en piragüismo en la modalidad de aguas tranquilas. Ganó una medalla de plata en el Campeonato Mundial de Piragüismo de 2010, en la prueba de C1 4 × 200 m.

## Palmarés internacional
| Campeonato Mundial | Campeonato Mundial | Campeonato Mundial | Campeonato Mundial |
| Año                | Lugar              | Medalla            | Competición        |
| ------------------ | ------------------ | ------------------ | ------------------ |
| 2010               | Poznań (Polonia)   | Medalla de plata   | C1 4 × 200 m       |